# Piatra (gmina Provița de Jos)
Piatra – wieś w Rumunii, w okręgu Prahova, w gminie Provița de Jos. W 2011 roku liczyła 161 mieszkańców.